# Gračanica (gmina Ljubovija)
Gračanica (cyr. Грачаница) – wieś w Serbii, w okręgu maczwańskim, w gminie Ljubovija. W 2011 roku liczyła 371 mieszkańców.